# Maulden
Maulden – wieś i civil parish w Anglii, w hrabstwie ceremonialnym Bedfordshire, w dystrykcie (unitary authority) Central Bedfordshire. Leży 12 km na południe od centrum miasta Bedford i 63 km na północ od centrum Londynu. W 2011 roku civil parish liczyła 3132 mieszkańców. Maulden jest wspomniana w Domesday Book (1086) jako Meldone.